# Mictlampa

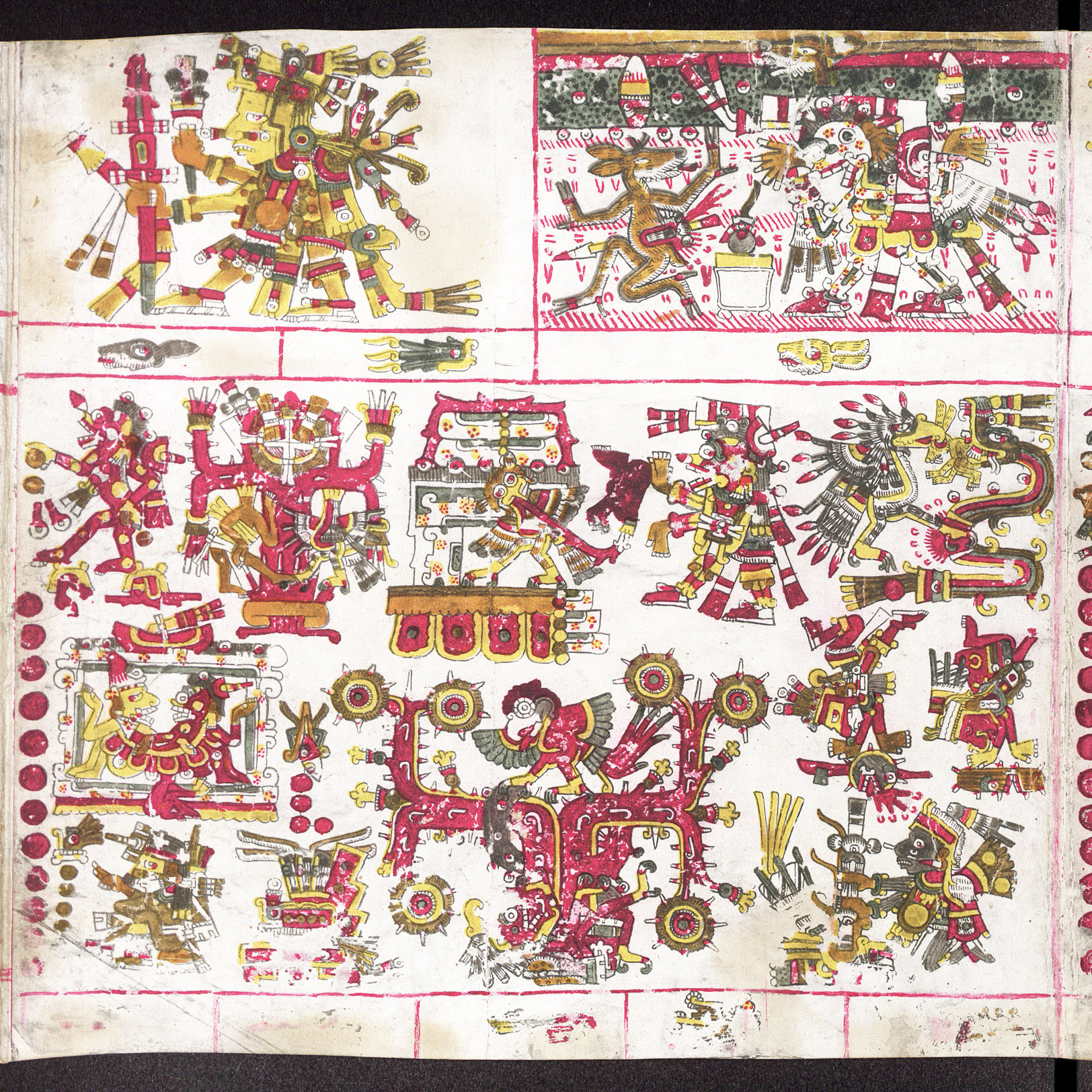
Mictlampa en el Códice Borgia.

Mictlampa (del náhuatl: miktlanpa ‘hacia el lugar de los muertos’‘mikki, muerto; tlan, lugar de; pa, hacia’) en la mitología mexica es el Norte, el lugar obscuro de la eterna quietud y descanso, desde el Mictlampa nos asisten nuestros ancestros que forjaron nuestra Cultura, de los cuales dan su consejo para lograr trascender en esta vida de la cual somos sujetos.
Ubicado al punto cardinal del Norte, era el rumbo que se encontraba al último vado del inframundo, después de que los viajeros muertos eran devorados por la lagartija Xochitónal, sus almas emergen para tener una vida plena y eterna, haciendo las cosas que hacían en la vida terrena, este paisaje era un lugar poco desolador.